# Bokšić (Tompojevci)
Bokšić is een plaats in de gemeente Tompojevci in de Kroatische provincie Vukovar-Srijem. De plaats telt 159 inwoners (2001).